# Pierre de Nantes
Pierre de Nantes, dit aussi Pierre de Guémené, Pierre Benoît ou Pierre Bernard, (né vers 1300 et mort en 1363) est un évêque français, après avoir été doyen de Châteaubriant, dans le diocèse de Nantes et simple diacre.

## Évêque successivement dans trois diocèses
- Le 18 mai 1328 (XVe jour des calendes de juin), il est nommé évêque de Saint-Pol-de-Léon. C'est lui qui en 1334 consacre la cathédrale de Saint-Pol-de-Léon.
- Le 14 juillet 1349, il fait soumission à la chambre apostolique comme évêque de Saint-Malo. En 1350, il fixe les statuts de son nouveau diocèse.
- En février 1359, il permute avec Guillaume Poulart et devient évêque de Rennes. Le 3 novembre 1359, il entre solennellement dans la cathédrale de Rennes. Les verrières de la cathédrale de Rennes lui donnent pour armoiries : d'argent semé de merlettes d'azur à un croissant d'or en abîme et au franc quartier de sable[1].

Il meurt à la fin de l'année 1363.

## Son rôle dans la propagation du culte des Trois Marie

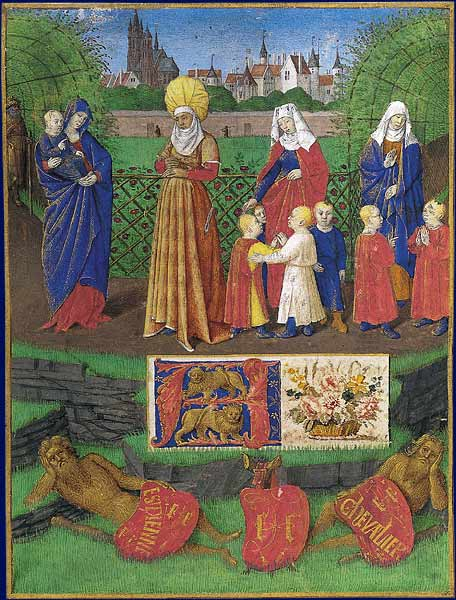
Sainte-Anne et les trois Marie (enluminure par Jean Fouquet du Livre d'heures d'Étienne Chevalier, inspirée par la Légende dorée.

Les trois Maries sont Marie (mère de Jésus), Marie Jacobé, épouse d'Alphée et mère de Jacques d'Alphée, dit aussi Jacques le Mineur et Marie Salomé, épouse de Zébédée et mère de Jacques de Zébédée, dit aussi Jacques le Majeur.
Jean de Venette, carme parisien et auteur d'un long poème en vers en langue française sur l' Histoire des Trois Marie raconte dans son poème qu'il rendit visite à plusieurs reprises à Pierre de Nantes, alors évêque de Saint-Pol-de-Léon, qui était alors malade de la goutte et alité au prieuré de Saint-Éloy près de Longjumeau et que ce dernier n'aurait dû sa guérison miraculeuse qu'à l'intercession des trois Marie. Le culte des trois Marie a été alors propagé en France par la Légende dorée et Pierre de Nantes a contribué à sa propagation en Bretagne.
Guéri, Pierre de Nantes aurait accompli un pèlerinage aux Saintes-Maries-de-la-Mer sur les tombeaux de Marie Jacobé et Marie Salomé ; il aurait aussi composé un office et fait élever trois autels en l'honneur des Trois Marie dans la cathédrale Saint-Pierre-et-Saint-Paul de Nantes, le couvent des Carmes de Paris et à Longjumeau.

## Le culte des Trois Marie en Bretagne, et en Mayenne
- à Corps-Nuds (Ille-et-Vilaine), localité appelée par le passé Cornut-les-Trois-Marie ou Corps-Nuds-les-Trois-Marie en raison de la chapelle des Trois-Marie qui se trouvait probablement dans l'église initiale (Sanctus Petrus de Corporibus Nudis vel tres Mariae).
- à Cardroc (Ille-et-Vilaine).
- à Vitré (Ille-et-Vilaine) se trouvait une chapelle des Trois-Marie.
- Un couvent des Carmes des Trois-Marie existait au Bondon près de Vannes[6] fut fondé en 1463 par Françoise d'Amboise.
- Plusieurs chapellenies des Trois-Maries existaient dans le diocèse de Nantes :
  - dans l'île de Bouin
  - dans la cathédrale Saint-Pierre-et-Saint-Paul de Nantes
  - à Saint-Aignan-Grandlieu (Loire-Atlantique)
- à Gouézec (Finistère), la fontaine des Trois-Marie se trouve près de la chapelle Notre-Dame-des-Trois-Fontaines.
- à Montsûrs se trouvait une chapelle des Trois-Marie qui sera jointe à la Collégiale Saint-Tugal de Laval

## Source
- (la) Jean-Barthélemy Hauréau, Gallia Christiana, vol. XIV Provincia Turonensi, Paris, Firmin-Didot, 1856, p. 757 Episcopi Redonensis XLVII Petrus IV